# Adolphe Grisel
Pour les articles homonymes, voir Grisel.
Adolphe Jules Grisel, né le 9 décembre 1872 à Paris 5e et mort le 13 décembre 1942, est un athlète et gymnaste français ayant notamment participé aux Jeux olympiques de 1896 à Athènes.

## Biographie
Il est le fils de Pierre Adolphe Grisel, fabricant, et de son épouse Constance Heutte.
Membre du CP Asnières puis du Racing Club de France à partir de 1895, Adolphe Grisel est l'un des meilleurs représentants français en saut en longueur. Il a en effet terminé deux fois deuxième des championnats de France en 1893 et 1895. 
En 1896, il se rend à Athènes afin d'y disputer les épreuves d'athlétisme des Jeux olympiques en compagnie d'Albin Lermusiaux et de Georges de la Nézière. Il est l'athlète français qui s'inscrit au plus grand nombre d'épreuves. Il participe tout d'abord le 6 avril à la première série du 100 mètres. Il termine à la 4e place et ne se qualifie pas pour la finale. Le jour même, il fait partie des sept athlètes alignés sur le 400 mètres où il échoue également en séries. Il est inscrit dans les épreuves du lancer de disque et de poids mais il est probable qu'il ait déclaré forfait. Le lendemain, il participe au concours du saut en longueur. D'après les données de la Fédération française d'athlétisme, il aurait terminé 5e avec un saut mesuré à 5 m 83. Honorable gymnaste, il s'inscrit dans l'ensemble des épreuves de gymnastique et d'haltérophilie, sans que ses résultats soient connus. Il a en revanche déclaré forfait pour l'ensemble des épreuves de natation sur lesquelles il s'était engagé.
Deux mois après les Jeux, il devient champion de France de saut en longueur. 
Grisel est également membre de l'équipe du Racing club de rugby.

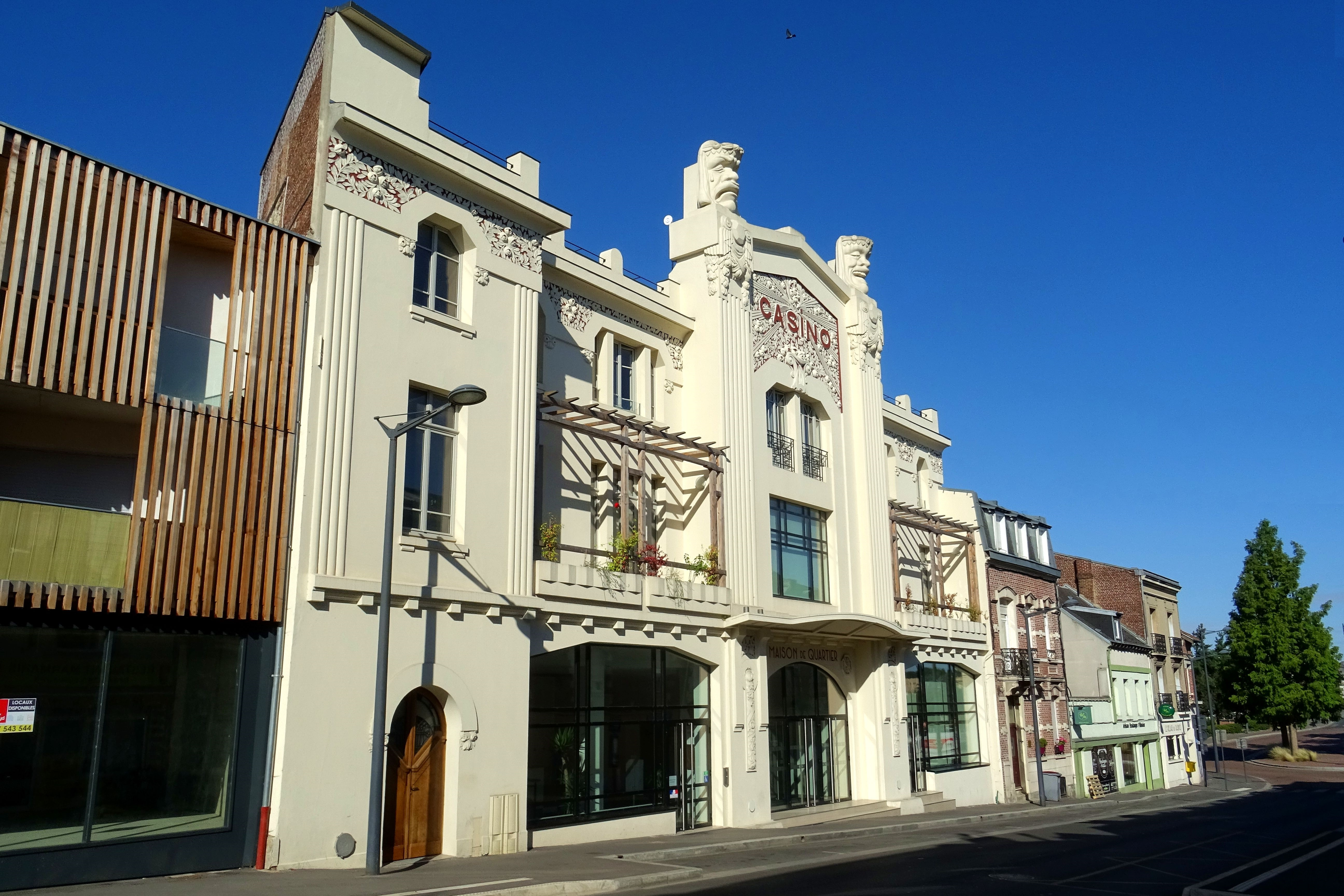
Le « Casino » à Saint-Quentin, cinéma et music-hall art déco, principale œuvre de Grisel (1929).

Étudiant à l'école des Beaux-Arts de Paris, il exerce par la suite comme architecte, basé à Saint-Quentin dans l'Aisne.
Il épouse à Prémontré le 8 mai 1907 Charlotte Fournat. L'un de ses témoins de mariage est le rugbyman et restaurateur Alexandre Pharamond, son ancien condisciple du Racing club.

## Palmarès
| Date | Compétition           | Lieu    | Résultat         | Épreuve            | Performance |
| ---- | --------------------- | ------- | ---------------- | ------------------ | ----------- |
| 1893 | Championnat de France | Paris   | Finaliste        | 400 m              | Inconnue    |
| 1893 | Championnat de France | Paris   | 2e               | Saut en longueur   | 5 m 865     |
| 1894 | Championnat de France | Paris   | 3e               | Saut en longueur   | 5 m 75      |
| 1895 | Championnat de France | Paris   | Finaliste        | 100 m              | Inconnue    |
| 1895 | Championnat de France | Paris   | 2e               | 400 m haies        | 1 m 03 s 20 |
| 1895 | Championnat de France | Paris   | 2e               | Saut en longueur   | 6 m 12      |
| 1896 | Jeux olympiques d'été | Athènes | Éliminé en série | 100 m              | Inconnue    |
| 1896 | Jeux olympiques d'été | Athènes | Éliminé en série | 400 m              | Inconnue    |
| 1896 | Jeux olympiques d'été | Athènes | 5e-9e            | Saut en longueur   | Inconnue    |
| 1896 | Jeux olympiques d'été | Athènes | Non-partant      | Triple saut        | DNS         |
| 1896 | Jeux olympiques d'été | Athènes | Non-partant      | Lancer du poids    | DNS         |
| 1896 | Jeux olympiques d'été | Athènes | 5e-9e            | Lancer du disque   | Inconnue    |
| 1896 | Jeux olympiques d'été | Athènes | 3e-18e           | Barres parallèles  | Inconnue    |
| 1896 | Jeux olympiques d'été | Athènes | Non-partant      | 100 m nage libre   | DNS         |
| 1896 | Jeux olympiques d'été | Athènes | Non-partant      | 500 m nage libre   | DNS         |
| 1896 | Jeux olympiques d'été | Athènes | Non-partant      | 1.200 m nage libre | DNS         |
| 1896 | Championnat de France | Paris   | 1er              | Saut en longueur   | 6 m 23      |
| 1898 | Championnat de France | Paris   | 2e               | Saut en longueur   | 6 m 01      |

| Épreuve          | Performance | Lieu  | Date |
| ---------------- | ----------- | ----- | ---- |
| 400 m haies      | 1 m 03 s 20 | Paris | 1895 |
| Saut en longueur | 6 m 23      | Paris | 1896 |